# Stany Zjednoczone Polski

Stany Zjednoczone Polski według Ignacego Jana Paderewskiego.

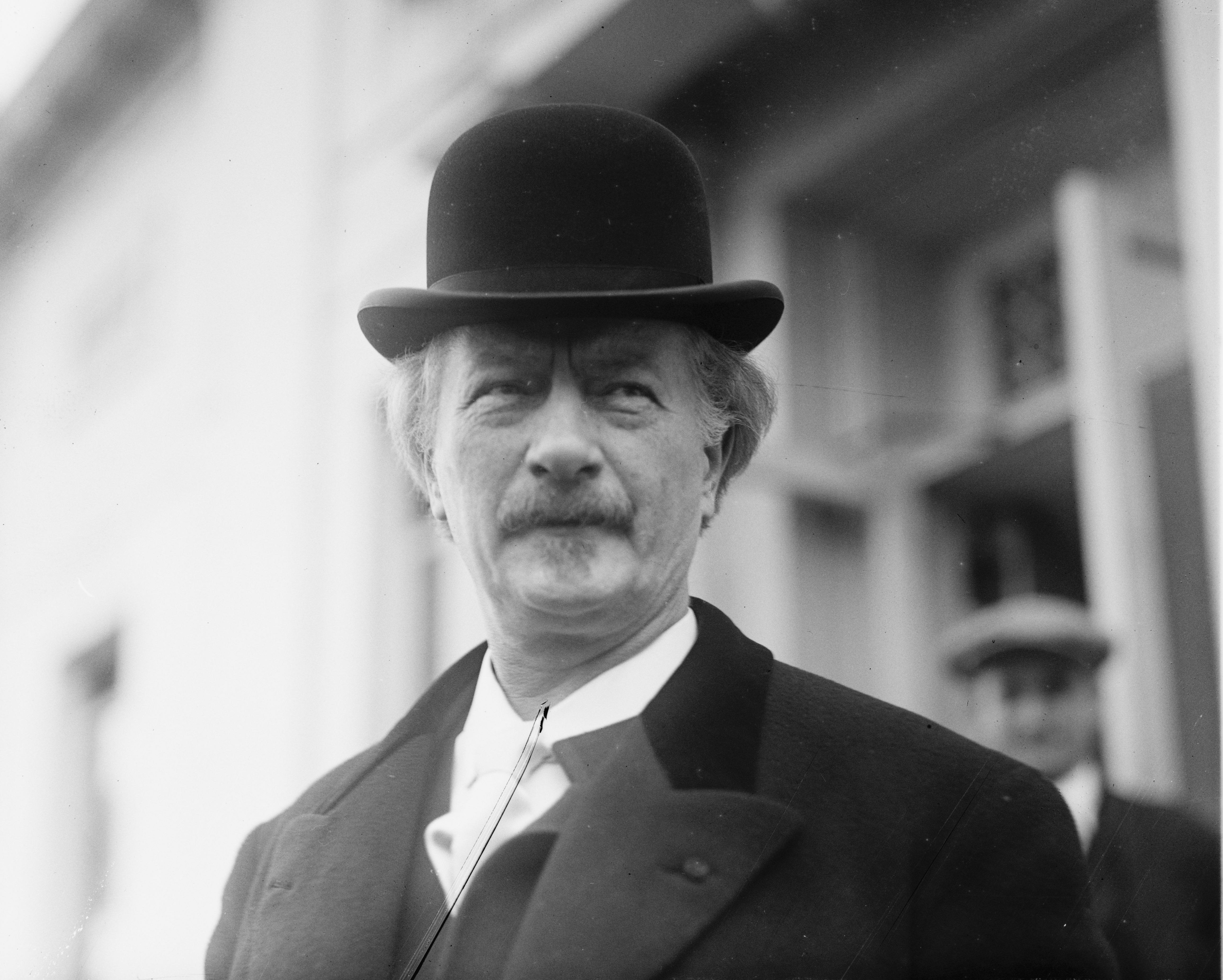
Ignacy Jan Paderewski

Stany Zjednoczone Polski – niezrealizowana koncepcja polityczna odrodzonego państwa polskiego, opracowana przez Ignacego Jana Paderewskiego i po raz pierwszy zaprezentowana w Memoriale Paderewskiego, sporządzonym na początku stycznia 1917 r. a 11 stycznia 1917 przekazanym prezydentowi Stanów Zjednoczonych Thomasowi Woodrowowi Wilsonowi.
Paderewski postulował odbudowę państwa polskiego jako federacji, w której konstytucja i prawo miały gwarantować prawa obywatelom, a także różnorodnym grupom etnicznym oraz religijnym. Terytorium Stanów Zjednoczonych Polski miało obejmować większość obszaru Rzeczypospolitej Obojga Narodów z okresu przed rozbiorami. Biorąc pod uwagę ówczesne zaludnienie i podziały etniczne w Europie, kraj ten liczyłby 54 miliony mieszkańców i byłby, według słów Paderewskiego, „tak jednolity jak Francja”. Na jego czele stać miał prezydent, który zarazem miał posiadać tytuł króla Polski, Litwy, Polesia i Halicji.

## Podział administracyjny
Pierwotnie Stany Zjednoczone Polski miały się składać z kilku autonomicznych podmiotów:
- Królestwa Polski
- Królestwa Litwy
- Królestwa Polesia
- Królestwa Galicji-Podola
- Królestwa Wołynia

Następnie koncepcję Królestwa Galicji-Podola zastąpiono koncepcją Królestwa Halicji, zrezygnowano natomiast z koncepcji Królestwa Wołynia. Królestwo Halicji obejmować miało Galicję Wschodnią i część Wołynia usytuowaną między Bugiem i Zbruczem. Północna część Wołynia miała natomiast wejść w skład Królestwa Polesia. W granicach Stanów Zjednoczonych Polski znaleźć się też miały: Księstwo Cieszyńskie, część Górnego Śląska (Opole, Prudnik, Gliwice, Bytom, Koźle) i powiaty sycowski i namysłowski Dolnego Śląska. W osobnym memoriale - również z 11 stycznia 1917 - znalazł się postulat włączenia w skład Stanów Zjednoczonych Polski także Prus Wschodnich.

### Kwestia ukraińska
Postulat utworzenia Królestwa Halicji i Królestwa Polesia na terytoriach, na których zamieszkiwał znaczny odsetek ludności narodowości ukraińskiej, nie zadowalał ambicji politycznych Ukraińców, którzy dążyli do utworzenia niepodległego państwa ukraińskiego. Paderewski pozostawił jednak tę kwestię w zawieszeniu, ponieważ - ze względu na znaczną liczebność Ukraińców i sytuację polityczną - realizacja ich dążeń oznaczałaby rozpad Imperium Rosyjskiego.